# Enemonzo
Enemonzo (friuli nyelven Enemonç) település Olaszországban, Friuli-Venezia Giulia régióban, Udine megyében. Lakosainak száma 1268 fő (2023. január 1.). Enemonzo Raveo, Verzegnis, Villa Santina, Preone és Socchieve községekkel határos.

## Népesség
A település népességének változása:
| Lakosok száma | 1312 | 1305 | 1268 |
|               | 2017 | 2018 | 2023 |